# Julian Edwards

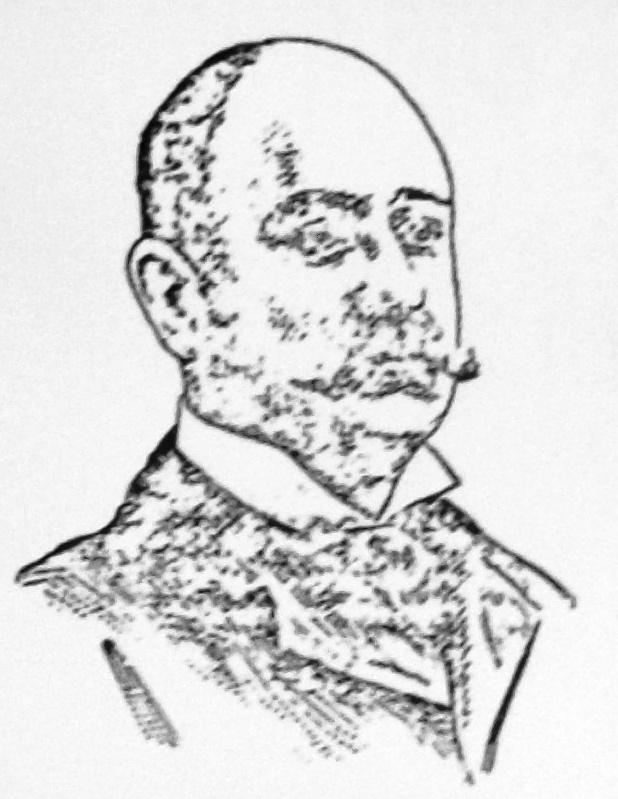
Julian Edwards.

Julian Edwards, född den 11 december 1855 i Manchester, död den 5 september 1910 i Yonkers, staten New York, var en engelsk tonsättare, verksam i USA. 
Edwards, som var elev till Herbert Oakeley och George Alexander Macfarren, blev kapellmästare vid Covent-garden-teatern, men flyttade 1888 över till Amerika. Han komponerade operorna Corinne (1880), Victorian (1883), Jupiter (1892; komisk), King Rene's daughter (1893), Friend Fritz (samma år) med flera, dessutom många operetter och 4 körverk (bland andra Lazarus, 1910).